# Въртокоп (дем)
 Тази статия е за административната единица.  За града, който е неин център, вижте Въртокоп.  
Въртокоп (на гръцки: Δήμος Σκύδρας, Димос Скидрас) е дем в област Централна Македония на Република Гърция. Център на дема е едноименният град Въртокоп (Скидра). Демът е разположен в областта Сланица.

## Селища
Дем Въртокоп е създаден на 1 януари 2011 година след обединение на две стари административни единици – демите Въртокоп и Мениида по закона Каликратис.

### Демова единица Въртокоп
Според преброяването от 2001 година дем Въртокоп има 15 654 жители и в него влизат следните демови секции и селища:
- Демова секция Въртокоп

- село Въртокоп (Σκύδρα, Скидра)

- Демова секция Арсен

- село Арсен (Αρσένι, Арсени)

- Демова секция Въгени

- село Въгени (Σεβαστιανά, Севастиана)

- Демова секция Върбени

- село Върбени (Νέα Ζωή, Неа Зои)

- Демова секция Гропино

- село Гропино (Δάφνη, Дафни)

- Демова секция Каменик

- село Каменик (Πετρία, Петрия)
- село Баня (Λουτροχώρι, Лутрохори)
- село Ново село (Πλεύρωμα, Плеврома)

- Демова секция Колибите

- село Колибите (Καλύβια, Каливия)

- Демова секция Липохори

- село Липоор (или Липохоро, Липохори, Λιποχώρι)

- Демова секция Прахняни

- село Прахняни (Άσπρο, Аспро)

- Демова секция Ризово

- село Ризово (Ριζό, Ризо)

- Демова секция Треболец

- село Треболец (Μαυροβούνι, Мавровуни)

### Демова единица Мениида
Според преброяването от 2001 година дем Мениида (Δήμος Μενηίδος) има 5493 жители и в него влизат следните демови секции и селища:
- Демова секция Калиница

- село Калиница (още Ячкьой, на гръцки Καλή, Кали)

- Демова секция Дреново

- село Дреново (на гръцки Κρανέα, Кранеа)
- село Ново село (на гръцки Λιθαριά, Литария)

- Демова секция Карамзино

- село Карамзино (още Кара Азма, димотики Καλλίπολή, Калиполи, катаревуса Καλλίπολις, Калиполис)
- село Сенделчево (още Сендил, димотики Σανδάλι, Сандали, катаревуса Σανδάλιον, Сандалион)

- Демова секция Мандалево

- село Мандалево (димотики Μάνδαλο, Мандало, катаревуса Μάνδαλον, Мандалон)

- Демова секция Недирчево

- село Недирчево (още Надър, димотики Άνυδρο, Анидро, катаревуса Ἄνυδρον, Анидрон)

- Демова секция Свети Илия

- село Свети Илия (още Мечкили, на гръцки Προφήτης Ηλίας, Профитис Илияс)